# Cefcapene
Cefcapene (INN) es un antibiótico cefalosporínico de tercera generación.
Fue patentado en 1985 y aprobado para uso médico en 1997.